# Heinrich Hirzel (Theologe)
Heinrich Hirzel (* 17. August 1818 in Zürich; † 29. April 1871 ebenda) war ein Schweizer evangelischer Geistlicher und als Helfer Hirzel bekannt.

## Leben
Heinrich Hirzel war der Sohn des Regierungsrats Hans Caspar Hirzel (* 16. Januar 1792 in Zürich; † 26. Mai 1851 ebenda) und dessen Ehefrau Juliane (* 1794; † 1865), Tochter von Hans Conrad Escher von der Linth. Seine Schwester war
- Bertha Hirzel (* 4. Februar 1817; † 19. Februar 1884), verheiratet mit Johannes Lavater (* 7. Juli 1812; † 17. Juni 1888), Apotheker und Mitglied des Grossen Stadtrats.[2]

In seiner Kindheit verlor er durch Unachtsamkeit die Sehkraft auf einem Auge. Er immatrikulierte sich 1839 an der Universität Zürich und begann ein Theologiestudium, das er 1840 in Tübingen an der Schule von Ferdinand Christian Baur und darauf an der Universität Halle fortsetzte. Anschliessend unternahm er, gemeinsam mit seinem Freund David Fries, zwei grössere Reisen nach Böhmen und Ungarn sowie nach Schweden und Norwegen und kehrte im Dezember 1842 nach Zürich zurück.
1844 erhielt er, nach seiner Ordination, beim Pfarrer Johann Heinrich Gutmann (1776–1854) in Meilen ein Vikariat und wurde im Oktober 1847 Pfarrverweser in der Berggemeinde Sternenberg. Er bekam, gemeinsam mit einem ernannten ausserordentlichen Regierungskommissar, von der Regierung den Auftrag, die Gemeinde zu reorganisieren; hierbei war er bemüht, die Moral der Einwohner zu heben und die Gemeindeausgaben zu regeln. Nach dem frühen Tod des Kommissars führte er die Aufgabe alleine weiter; so gründete er eine Seidenweberschule, richtete Sparkassen ein und stiftete einen Armenverein, in dem junge Männer der Gemeinde helfend unterstützten.
1850 wurde er als Pfarrer an die Kirche Höngg berufen; im gleichen Jahr wurde er auch Mitglied des Grossen Stadtrats in Zürich und war für die Schulpflege verantwortlich.
1855 setzte er sich dafür ein, dass in Kriens die katholische Knaben-Erziehungsanstalt Sonnenberg, als Pendant zur protestantischen Erziehungsanstalt Bächtelen errichtet wurde.
Von Höngg wurde er 1857, als Nachfolger seines Freundes David Fries, als Diakon an die St. Peters-Kirche nach Zürich gewählt, dort wurde er 1870 Pfarrer. Er war mit Heinrich Lang befreundet, der nach ihm Pfarrer an der Kirche wurde. In Zürich beteiligte er sich an der Umgestaltung des städtischen Schulwesens, gründete den weiblichen Arbeiterverein und den Kirchengesangsverein St. Peter, dazu bewährte er sich während der Cholera-Epidemie 1867.
Er setzte sich auch für die Gründung der Pestalozzistiftung in Schlieren ein, in dem 1867 ein Heim für «schwererziehbare» Knaben entstand. Er entdeckte auch die Begabung des Bauerndichters Franz Michael Felder, den er an den Verleger Salomon Hirzel weiter empfahl.
Heinrich Hirzel war seit 1848 mit Maria Magdalena (* 27. April 1820; † 13. Dezember 1903), Tochter des Kapitäns und Stadtrats Konrad Hirzel (1772–1844) und Barbara Pestalozzi (1785–1864) verheiratet. Gemeinsam hatten sie mehrere Söhne, von denen zwei früh verstarben. Von den Kindern ist namentlich bekannt:
- Hartmann Heinrich Hirzel (1849–1917), verheiratet mit Maria (geb. Dula, 1848–1876), Pfarrer an der St. Jakobskirche in Aussersihl.[8]

Heinrich Hirzel wurde auf dem Zürcher Friedhof St. Jakob in Aussersihl beigesetzt.

### Theologisches Wirken
Hirzel er war ein Anhänger des theologischen Liberalismus und vertrat ein soziales Christentum.

## Mitgliedschaften
- 1850 trat er der Schweizerischen Gemeinnützigen Gesellschaft bei und wurde 1858, als Nachfolger seines verstorbenen Schwagers Johann Jakob Hess, in die Zentralkommission berufen.
- 1870 war er Initiant des in Olten gegründeten Schweizerischen Vereins für freies Christentum.[10]

## Schriften (Auswahl)
- Der Herr ist der Geist: Eine Mahnung an die Welt und an die Kirche unserer Zeit. Meyer und Zeller, Zürich 1849.
- Ueber Armengesetzgebung im Allgemeinen und insbesondere diejenige des Kantons Zürich. Hegner, Winterthur 1850.
- Über die Wechselwirkungen zwischen der protestantischen Kirche und dem social-bürgerlichen Leben mit besonderer Rücksicht auf die Fabrikindustrie: Referat in der schweizerischen reformierten Prediger-Gesellschaft in Glarus. Glarus, 1853.
- Ueber das Zusammenwirken der freiwilligen und gesetzlichen Armenpflege. Zürich 1856.
- Hans Jakob Kündig: sein Leben, Verbrechen und Ende. Bürkli, Zürich 1859.
- Rechenschaft von unserm Glauben: Antwort auf das Sendschreiben des Herrn Prof. Tholuck. Steiner, Winterthur 1862.
- Ein Kampf in der Kirche Bern’s. Ziegler’sche Buchdruckerei, Winterthur 1866.